# Семан Ференц Іванович
Фе́ренц Іва́нович Семан (творче ім'я — Ичі, в перекладі з угорської — молодший брат) (*27 березня 1937, Ужгород — 2004, Ужгород) — український художник, за походженням угорець, все життя прожив в Ужгороді. Лауреат Міжнародної премії імені Шимона Голлоші (1991).

## Біографія

Семан Ференц Іванович. Фото: Дорогович Михайло

Семан — один з найталановитіших учнів А. Ерделі та Ф. Манайла. Дружив з С. Параджановим. 1958 року закінчив Ужгородське училище декоративно-прикладного мистецтва, однак двері професійних «вишів» виявилися для нього зачиненими: за молодим художником міцно закріпилась репутація «ненадійного», «прислужника чужої ідеології». Після відповіді на лист-прохання від Ф. Семана до секретаріату М. Хрущова, про можливість навчатися у вищому навчальному закладі де йому надали дозвіл але за межами республіки, Семану пощастило стати вільним слухачем Талліннського художнього інституту.
У 1960-х на запрошення Т. Яблонської перебував у творчій групі, яка працювала в Седневі. Належав до художнього андеграунду «шістдесятників».
В 1968 році йому вдалося відкрити персональну виставку своїх творів. Але за два дні вона була закрита. Сестра Ференца не повернулася із закордонної поїздки, і Семан остаточно потрапляє до списку неблагонадійних. На наступні виставки Ф. Семана на теренах України довелося чекати аж до початку 90-х років, після розвалу СРСР.

## Творчість
В роботах Семана прочитується відгомін творчості Матісса, Пікассо, Ван Гога, німецьких експресіоністів Е. Нольде, Е. Кірхнера, Ф. Марка, також відчутний вплив сюрреалістів та дадаїстів у колажах та графіці.
Ференца Семана також можна приєднати до генерації українських абстракціоністів 60 — 70-х років: К. Звіринського, В. Ламаха, Г. Гавриленка, О. Дубовика. Саме вони закладали підвалини «художнього бунту», який вибухнув у творчості модерністів 90-х років ХХ ст.